# Comunicação animal

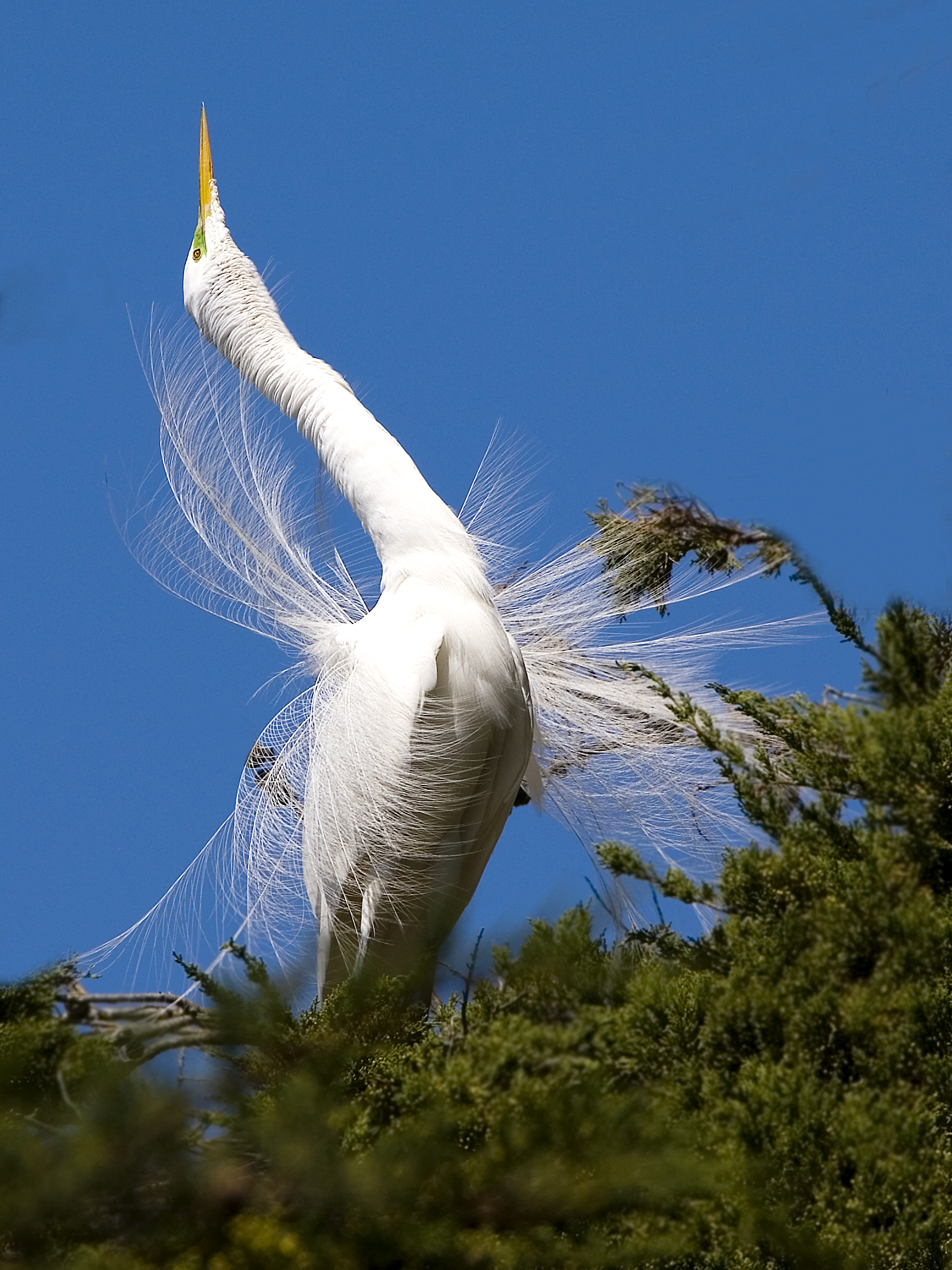
Garça-branca-grande (Ardea alba) em uma dança de corte comunicando desejo em encontrar um (a) companheiro (a).

A comunicação animal é a transferência de informação de um ou de um grupo de animais (remetentes) para um ou mais animais (receptores) que afetam o comportamento atual ou futuro dos receptores. As informações podem ser enviadas intencionalmente, como em uma exibição de corte, ou involuntariamente, como na transferência de perfume de predador para presa. As informações podem ser transferidas para uma "audiência" de vários receptores. Comunicação animal é uma área de rápido crescimento de estudo em disciplinas, incluindo comportamento animal, sociobiologia, neurobiologia e cognição animal. Muitos aspectos do comportamento animal, como o uso do nome simbólico,expressão emocional, aprendizagem e comportamento sexual, estão sendo compreendidos de novas maneiras.[carece de fontes?]
Quando as informações do remetente alteram o comportamento de um receptor, a informação é referida como um "sinal". A teoria da sinalização revela que, para que um sinal seja mantido na população, tanto o remetente como o receptor geralmente devem receber algum benefício da interação. A produção de sinal por remetentes e a percepção e a resposta subsequente dos receptores são pensadas para coevolver. Os sinais envolvem frequentemente múltiplos mecanismos,tanto visual quanto auditivo, e para que um sinal seja entendido, o comportamento coordenado do remetente e do receptor requer um estudo cuidadoso.[carece de fontes?]

## Modos

### Visual

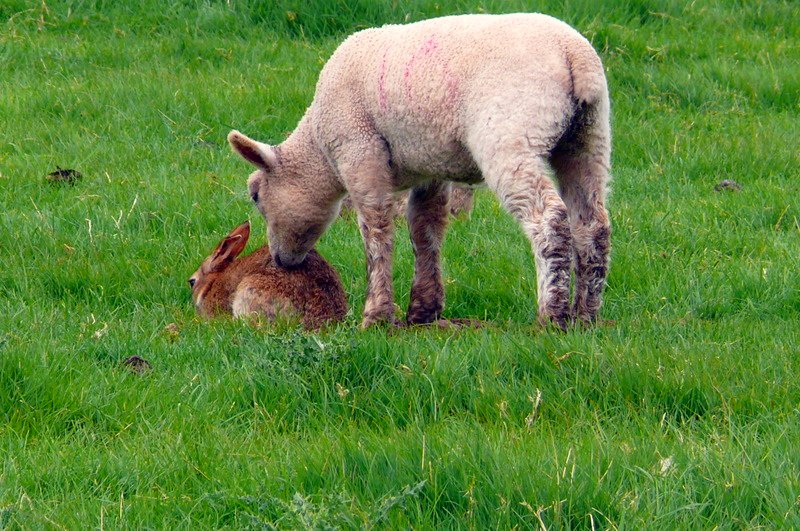
Um cordeiro investiga um coelho, um exemplo de comunicação interespecífica usando postura corporal e olfato.

- Um cordeiro investiga um coelho, um exemplo de comunicação interespecífica usando postura corporal e olfato. Gestos: A forma mais conhecida de comunicação envolve a exibição de partes do corpo distintivas ou movimentos corporais distintos. Muitas vezes estes ocorrem em combinação, então um movimento atua para revelar ou enfatizar uma parte do corpo. Um exemplo notável é a apresentação da Gaivota de arenque para seu filhote como sinal de alimentação. Como muitas gaivotas, a gaivota de arenque tem uma conta de cor brilhante, amarela com uma mancha vermelha na mandíbula inferior. Quando o pai retorna ao ninho com comida, fica acima da fêmea e bate a conta no chão; Isso provoca uma resposta do filhote com fome, o que estimula os pais a regurgitar os alimentos. O sinal completo, portanto, envolve uma característica morfológica distinta (parte do corpo), a mancha vermelha e um movimento distintivo (tocando no chão), o que torna a mancha vermelha altamente visível para o filhote. Enquanto todos os primatas usam alguma forma de gesto,Frans de Waal concluiu que macacos e seres humanos são únicos na medida em que eles usam gestos intencionais para se comunicar. Ele testou a hipótese de que os gestos evoluem para a linguagem ao estudar os gestos dos bonobos e dos chimpanzés.[carece de fontes?]
- Expressão Facial: Os gestos faciais desempenham um papel importante na comunicação animal. Muitas vezes, um gesto facial é um sinal de emoção. Os cães, por exemplo, expressam raiva por grunhidos e mostrando os dentes. Em alarme, seus ouvidos levantam, com medo, os ouvidos se abaixam enquanto os cães expõem os dentes levemente e estalam os olhos. Jeffrey Mogil estudou as expressões faciais dos ratos durante incrementos de dor crescente; Havia cinco expressões faciais reconhecíveis; Aperto orbital, protuberância no nariz e bochecha e mudanças no transporte de orelha e bigodes.[3]
- Contato Visual: Os animais sociais coordenam sua comunicação monitorando a orientação de cabeça e olho uns dos outros. Esse comportamento tem sido reconhecido como um componente importante da comunicação durante o desenvolvimento humano, e o acompanhamento do olhar recebeu recentemente muita atenção em animais. Estudos foram realizados em macacos, cachorros, aves e tartarugas, e se concentraram em duas tarefas diferentes: "seguir o olhar de outro para o espaço distante" e "seguir o olhar de outro geometricamente em torno de uma barreira visual, por exemplo, reposicionando-se para seguir uma sugestão de olhar diante de uma barreira que bloqueie sua visão ". A primeira habilidade foi encontrada entre uma ampla gama de animais, enquanto o segundo foi demonstrado apenas para macacos, cães, lobos e corvos. Tenta demonstrar este "olhar geométrico seguinte" no sagui e o ibis deu resultados negativos. Os pesquisadores ainda não têm uma imagem clara da base cognitiva do olhar, mas a evidência do desenvolvimento indica que o olhar "simples" que segue o olhar "geométrico" provavelmente dependem de diferentes mecanismos cognitivos.[4]
- Mudança de cor : A mudança de cor pode ser separada em mudanças que ocorrem durante o crescimento, o desenvolvimento, aqueles desencadeados pelo humor, contexto social ou fatores abióticos, como a temperatura. Estes são vistos em muitas taxas. Alguns cefalópodes, como o polvo e o choco, possuem células de pele especializadas (cromatóforos) que podem alterar a cor aparente, a opacidade e a reflexão da pele deles.[5] Além do uso deles para camuflagem, mudanças rápidas na cor da pele são usadas durante a caça e nos rituais de namoro.[6] O choco pode exibir simultaneamente dois sinais completamente diferentes dos lados opostos do corpo. Quando um choco macho atende uma fêmea na presença de outros machos, ele mostra um padrão masculino de frente para a fêmea e um padrão feminino de frente para enganar outros machos.[7] Alguns sinais de cor ocorrem em ciclos, por exemplo, quando um babuíno fêmea começa a ovular, sua área genital incha e fica vermelho brilhante / rosa, isto indica aos machos que está pronta para se acasalar.[8]

Comunicação Bioluminescente: A comunicação pela produção de luz ocorre comumente em vertebrados e invertebrados nos oceanos, particularmente nas profundezas (por exemplo, peixe pescador). Duas formas bem conhecidas de bioluminescência terrestre ocorrem em vagalumes e vermes brilhantes. Outros insetos, larvas de insetos, anidratos, aracnídeos e até espécies de fungos possuem habilidades bioluminescentes. Alguns animais bioluminescentes produzem a própria luz, enquanto outros têm uma relação simbiótica com bactérias bioluminescentes.[carece de fontes?]

### Auditivo

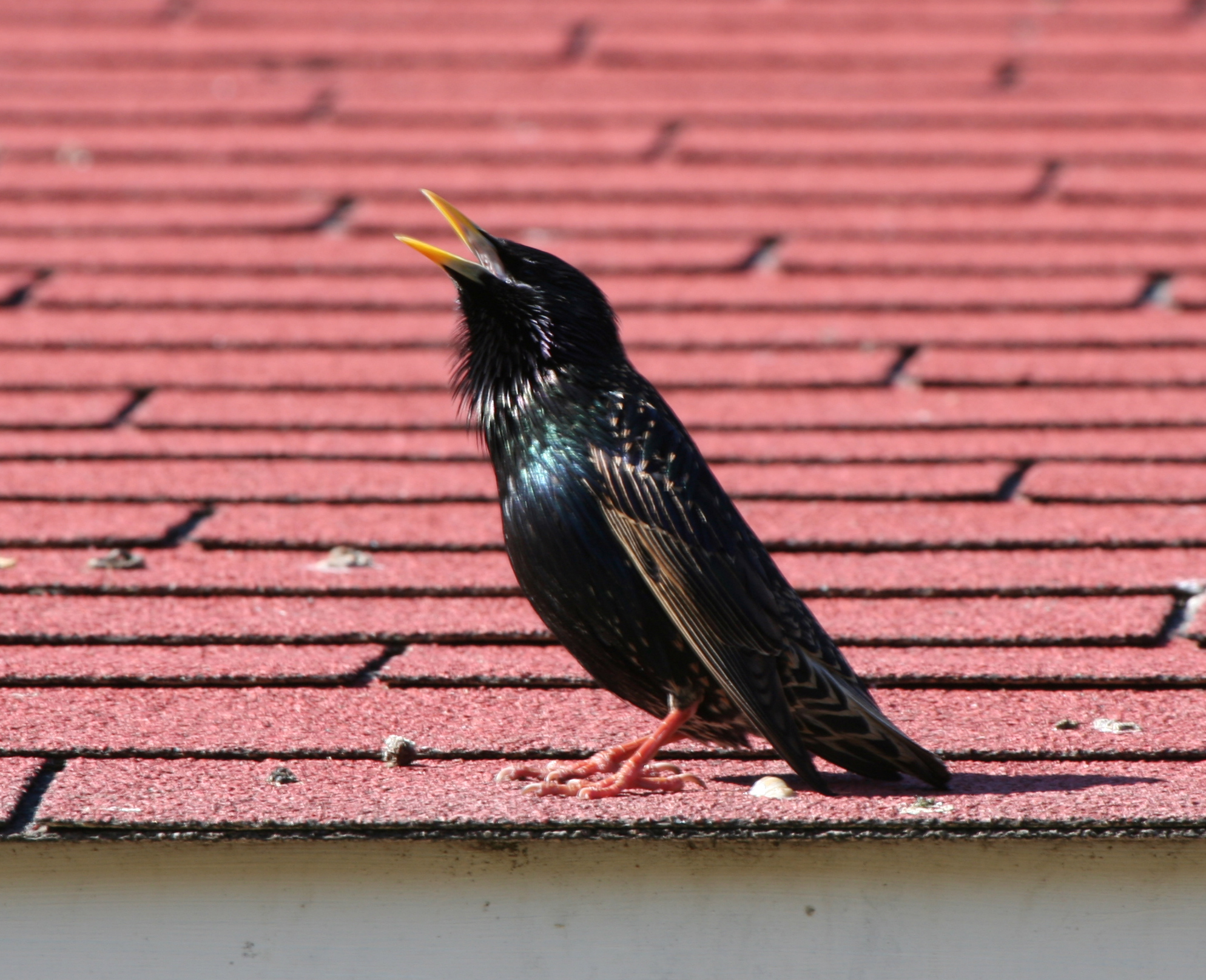
As chamadas de pássaros podem servir de alarmes ou manter os membros de um bando em contato, enquanto as canções de pássaros mais longas e mais complexas estão associadas ao namoro e ao acasalamento.

Muitos animais se comunicam através da vocalização. A comunicação vocal serve para muitos propósitos, incluindo rituais de acasalamento, chamadas de alerta, transmissão de localização de fontes alimentares e aprendizagem social. Em várias espécies, os machos realizam chamadas durante os rituais de acasalamento como uma forma de competição contra outros machos e para sinalizar as fêmeas. Exemplos incluem morcegos com cabeça de martelo, veados vermelhos, baleias jubarte, elefantes e aves cantoras. Outras instâncias de comunicação vocal incluem as chamadas de alarme do macaco de Campbell, as chamadas territoriais de gibões e o uso da freqüência em grandes morcegos de lança para distinguir entre grupos. O macaco vervet dá uma chamada de alarme distinta para cada um dos seus quatro predadores diferentes, e as reações de outros macacos variam adequadamente de acordo com a chamada. Por exemplo, se uma chamada de alarme sinaliza um píton, os macacos escalam nas árvores, enquanto o alarme para a águia, faz com que os macacos busquem um esconderijo no chão. Os cães de pradaria também usam chamadas complexas que sinalizam diferenças de predadores. De acordo com Con Slobodchikoff e outros, chamadas de cães de pradaria comunicam o tipo, tamanho e velocidade de um predador que se aproxima. As vocalizações das baleias foram encontradas com diferentes dialetos baseados na região.
Nem todos os animais utilizam a vocalização como meio de comunicação auditiva. Muitos artrópodes esfregam peças especiais do corpo para produzir som. Isso é conhecido como estridulação. Gafanhotos são bem conhecidos por isso, mas muitos outros usam estridulação também, incluindo crustáceos, aranhas, escorpiões, vespas, formigas, besouros, borboletas, mariposas, milipédios e centopédias. Outro meio de comunicação auditiva é a vibração de bexigas de natação em peixes ósseos. A estrutura das bexigas de natação e os músculos sônicos anexados variam muito em famílias de peixes ósseos, resultando em uma grande variedade de sons. As partes do corpo impressionantes em conjunto também podem produzir sinais auditivos. Um exemplo bem conhecido disso é a vibração da ponta da cauda de cascavéis como um sinal de aviso. Outros exemplos incluem as batidas de em gorilas.[carece de fontes?]

### Olfativo
Apesar de ser o método de comunicação mais antigo, a comunicação química é uma das formas menos compreendidas devido, em parte, à abundância de produtos químicos em nosso ambiente e à dificuldade de detectar e medir todos os produtos químicos em uma amostra. A capacidade de detectar produtos químicos no meio ambiente atende a muitas funções, sendo crucial a detecção de alimentos, uma função que surgiu pela primeira vez em organismos unicelulares (bactérias) que vivem nos oceanos durante os primeiros dias da vida na Terra.  À medida que essa função evoluiu, os organismos começaram a diferenciar-se entre compostos químicos que emanavam de recursos, coespecificos (mesmas espécies) e heteroespecifico (espécies diferentes, isto é, concorrentes e predadores). Por exemplo, uma pequena espécie de minnow pode fazer bem para evitar o habitat com uma concentração detectável de sugestão química associada a uma espécie predadora, como o pique no norte. Minnows com a capacidade de perceber a presença de predadores antes de estarem perto o suficiente para ser visto e depois responder com comportamento adaptativo (como ocultar) são mais propensos a sobreviver e se reproduzir.[carece de fontes?]

### Elétrico
A eletrocomunicação é uma forma rara de comunicação em animais. É visto principalmente em animais aquáticos, embora alguns mamíferos terrestres, notadamente o ornitorrinco e os echidnas, detectem campos elétricos que possam ser usados para a comunicação.
Peixes fracos fornecem um exemplo de eletrocomunicação, juntamente com a eletronicação. Estes peixes usam um órgão elétrico para gerar um campo elétrico, que é detectado por eletrorreceptores. Diferenças na forma de onda e frequência das mudanças no campo transmitem informações sobre espécies, sexo e identidade. Esses sinais elétricos podem ser gerados em resposta a hormônios, ritmos circadianos e interações com outros peixes. Alguns predadores, como Tubarão e raias, conseguem encontrar esses peixes eletrogênicos através da eletrorrecepção passiva.[carece de fontes?]

### Toque
O toque é um fator chave em muitas interações sociais. Aqui estão alguns exemplos:
- Luta: Em uma luta, o toque pode ser usado para desafiar um oponente e coordenar movimentos durante a luta. Também pode ser usado pelo perdedor para indicar a submissão.
- Acasalamento: Os mamíferos muitas vezes iniciam o acasalamento, preparando-se, acariciando ou esfregando um contra o outro. Isso proporciona a oportunidade de aplicar sinais químicos e avaliar aqueles excretados pelo potencial parceiro. O toque também pode anunciar a intenção do macho de montar a fêmea, como quando um Canguru macho agarra a cauda de uma fêmea. Durante o acasalamento, os estímulos de toque são importantes para posicionamento em pares, coordenação e estimulação genital.
- Integração social: O toque é amplamente utilizado para a integração social, um uso que é tipificado pela preparação social de um animal por outro. A higiene social tem várias funções: ele remove parasitas e escombros do animal preparado, reafirma o vínculo social ou a relação hierárquica entre os animais, e da ao líder a oportunidade de examinar as pistas olfativas sobre o indivíduo preparado, talvez adicionando outros. Esse comportamento foi observado em insetos sociais, aves e mamíferos.
- Forrageamento: Algumas espécies de formigas recrutam colegas de trabalho para novas descobertas de alimentos primeiro tocando-as com suas antenas e pernas dianteiras, levando-as à fonte de alimento enquanto mantêm contato físico. Outro exemplo disto é a dança das abelhas meladas.[17]
- Amontoamento: contato físico prolongado ou amontoando também serve integração social. O amontoamento promove a troca de calor, juntamente com a transferência de informações olfativas ou táteis. Alguns organismos vivem em contato constante em uma colônia, por exemplo, corais coloniais. Quando os indivíduos estão bem ligados desta forma, uma colônia inteira pode reagir nos movimentos aversivos ou de alarme feitos por apenas alguns indivíduos. Em várias ninfas e larvas de insetos herbívoros, agregações onde há contato prolongado desempenham um papel importante na coordenação grupal. Essas agregações podem assumir a forma de uma procissão ou uma roseta.[carece de fontes?]

### Sísmico
A comunicação sísmica é a troca de informações usando sinais de vibração autogerados transmitidos através de um substrato, como o solo, a água, teias de aranha, hastes de plantas ou uma lâmina de grama. Esta forma de comunicação tem várias vantagens, por exemplo, pode ser enviada independentemente dos níveis de luz e ruído, e geralmente tem um curto alcance e uma curta persistência, o que pode reduzir o perigo de detecção por predadores. O uso da comunicação sísmica é encontrado em muitos taxa, incluindo sapos, ratos cangurus, ratos mole, abelhas,nematoides e outros. Tetraploides geralmente fazem ondas sísmicas batendo no chão com uma parte do corpo, um sinal que é percebido pelo saco do receptor. O sacculo é um órgão na orelha interna contendo um saco membranoso que é usado para o equilíbrio, mas também pode detectar ondas sísmicas em animais que usam essa forma de comunicação. As vibrações podem ser combinadas com outros tipos de comunicação.

### Térmico

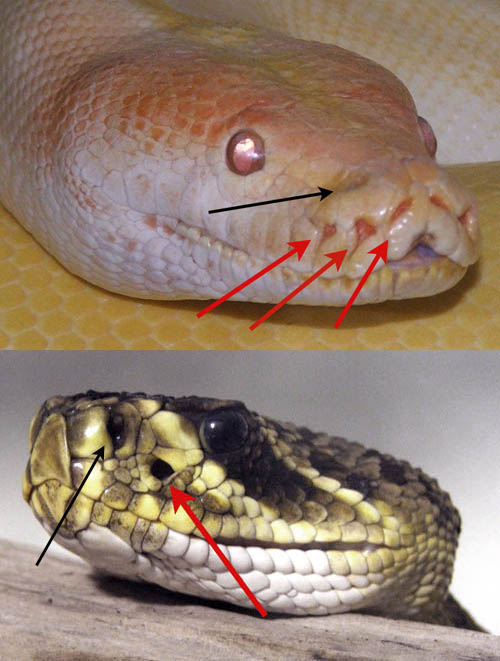
Um píton (superior) e cascavel (inferior) que ilustra as posições dos órgãos do poço. As setas vermelhas indicam os órgãos do poço enquanto as setas pretas indicam a narina.

Uma série de cobras diferentes tem a capacidade de detectar a radiação térmica infravermelha (IR), o que permite que esses répteis obtenham imagens térmicas do calor radiante emitido por predadores ou presas em comprimentos de onda entre 5 e 30 μm. A precisão deste sentido é tal que uma serpente pode direcionar seu ataque para as partes do corpo vulneráveis de uma presa. Anteriormente, pensou-se que os órgãos do poço evoluíram principalmente como detectores de presas, mas agora acredita-se que eles também podem ser usados para controlar a temperatura corporal.
Os poços faciais que permitiram a termorregulação sofreram evolução paralela em víboras e pítons, tendo evoluído uma vez em víboras e várias vezes em pítons. A eletrofisiologia da estrutura é semelhante entre linhagens, mas difere na anatomia da estrutura bruta. Mais superficialmente, os víboras possuem um grande órgão de cada lado da cabeça, entre o olho e a narina, enquanto em pitons têm três ou mais poços comparativamente menores que revestem a parte superior e às vezes o lábio inferior, dentro ou entre as escamas. Os das víboras são os mais avançados, com uma membrana sensorial suspensa em oposição a uma estrutura de poço simples. Dentro da família Viperidae, o órgão do poço é visto apenas na subfamília Crotalinae. Apesar da detecção de radiação IR, o mecanismo IR dos poços é diferente dos fotorreceptores. Enquanto os fotorreceptores detectam a luz através de reações fotoquímicas, a proteína nos poços faciais das cobras é um canal iônico sensível à temperatura. Ele detecta os sinais infravermelhos através de um mecanismo que envolve o aquecimento do órgão do poço, ao invés de reação química à luz. Isso é consistente com a membrana do pitão fino, que permite que a radiação IR recebida aqueça rápida e precisamente um determinado canal iónico e desencadeie um impulso nervoso, bem como vascularize a membrana do poço para arrefecer rapidamente o canal iónico de volta ao seu "repouso" original ou Temperatura "inativa".
Os morcegos-vampiros comuns (Desmodus rotundus) têm sensores de IR especializados em sua folha de nariz. Os morcegos-vampiro são os únicos mamíferos que se alimentam exclusivamente de sangue. O sentido IR permite que os morcegos localizem animais homeotérmicos, como bovinos e cavalos, dentro de uma faixa de cerca de 10 a 15 cm. Esta percepção infravermelha pode ser usada na detecção de regiões do fluxo sanguíneo máximo em presas específicas.[carece de fontes?]

## Autocomunicação
Autocomunicação é um tipo de comunicação em que o remetente e receptor são o mesmo indivíduo. O remetente emite um sinal que é alterado pelo ambiente e eventualmente é recebido pelo mesmo indivíduo. O sinal alterado fornece informações que podem indicar alimentos, predadores ou conspeciais. Como o remetente e o receptor são o mesmo animal, a pressão de seleção maximiza a eficácia do sinal, isto é, o grau em que um sinal emitido é identificado corretamente por um receptor, apesar da distorção de propagação e do ruído. Existem dois tipos de autocomunicação. A primeira é a electrolocação ativa encontrada nos peixes elétricos Gymnotiformes, elefante (Mormyridae) e também no ornitorrinco (Ornithorhynchus anatinus). O segundo tipo de autocomunicação é a equalização, encontrada em morcegos.[carece de fontes?]

## Funções
Existem muitas funções de comunicação animal. No entanto, alguns foram estudados com mais detalhes do que outros. Isso inclui:
- Comunicação durante as disputas: A comunicação animal desempenha um papel vital na determinação do vencedor da disputa sobre um recurso. Muitas espécies têm sinais distintos que indicam agressão, vontade de atacar ou sinais para transmitir o recuo durante competições sobre alimentos, territórios ou companheiros.
- Rituais de acasalamento: Os animais produzem sinais para atrair a atenção de um possível parceiro ou para solidificar par de ligações. Estes sinais envolvem frequentemente a exibição de partes ou posturas do corpo. Por exemplo, uma gazela assumirá poses características para iniciar o acasalamento. Os sinais de acasalamento também podem incluir o uso de sinais olfativos ou chamadas únicas para uma espécie. Os animais que formam uniões de par duráveis muitas vezes têm exibições simétricas que eles fazem um ao outro. Exemplos famosos são a apresentação mútua de juncos por grandes grebes de cristais estudados por Julian Huxley, as exibições de triunfo mostradas por muitas espécies de gansos e pinguins em seus locais de ninho e o espetacular cortejo exibido por pássaros do paraíso.[carece de fontes?]
- Propriedade / território: Sinais utilizados para reivindicar ou defender um território, comida ou um companheiro.
- Sinais relacionados com alimentos: Muitos animais fazem "chamados de comida" para atrair um companheiro, prole ou outros membros de um grupo social para uma fonte de alimento. Talvez o sinal mais elaborado relacionado à alimentação seja a dança das abelhas estudadas por Karl von Frisch. Os macacos Rhesus enviam chamadas de comida para informar outros macacos de uma fonte de alimento para evitar a punição. Os feromônios são liberados por muitos insetos sociais para levar os outros membros da sociedade à fonte de alimentos. Por exemplo, as formigas deixam uma trilha de feromônio no chão que pode ser seguida por outras formigas para levá-las à fonte de alimento.
- Chamadas de alarme: As chamadas de alarme comunicam a ameaça de um predador. Isso permite que todos os membros de um grupo social (e às vezes outras espécies) respondam em conformidade. Isso pode incluir correr para cobertura, tornar-se imóvel ou reunir-se em um grupo para reduzir o risco de ataque. Os sinais de alarme nem sempre são vocalizações. Formigas esmagadas libertarão um feromônio de alarme para atrair mais formigas e enviá-las para um estado de ataque.

- Meta-comunicação: Sinais que modificam o significado de sinais subseqüentes. Um exemplo é o 'play face' em cães que sinalizam que um sinal agressivo subsequente é parte de uma brincadeira em vez de um episódio agressivo e sério.[carece de fontes?]

## Interpretação do comportamento animal
Conforme descrito acima, muitos gestos, posturas e sons de animais, transmitem significado para animais próximos. Estes sinais são frequentemente mais fáceis de descrever do que interpretar. É tentador, especialmente com animais domésticos e macacos, antropomorfizar, isto é, interpretar ações animais em termos humanos, mas isso pode ser bastante enganador. Por exemplo, o "sorriso" de um macaco é muitas vezes um sinal de agressão. Além disso, o mesmo gesto pode ter diferentes significados dependendo do contexto dentro do qual ele ocorre. Por exemplo, o aborrecimento e a postura da cauda de um cão doméstico podem ser usados de maneiras diferentes para transmitir muitos significados, como ilustrado em Charles Darwin's The Expression of the Emotions in Man and Animals publicado em 1872. Algumas ilustrações de Darwin são reproduzidas aqui.[carece de fontes?]

Exemplos de posição da cauda indicando emoções diferentes em cães
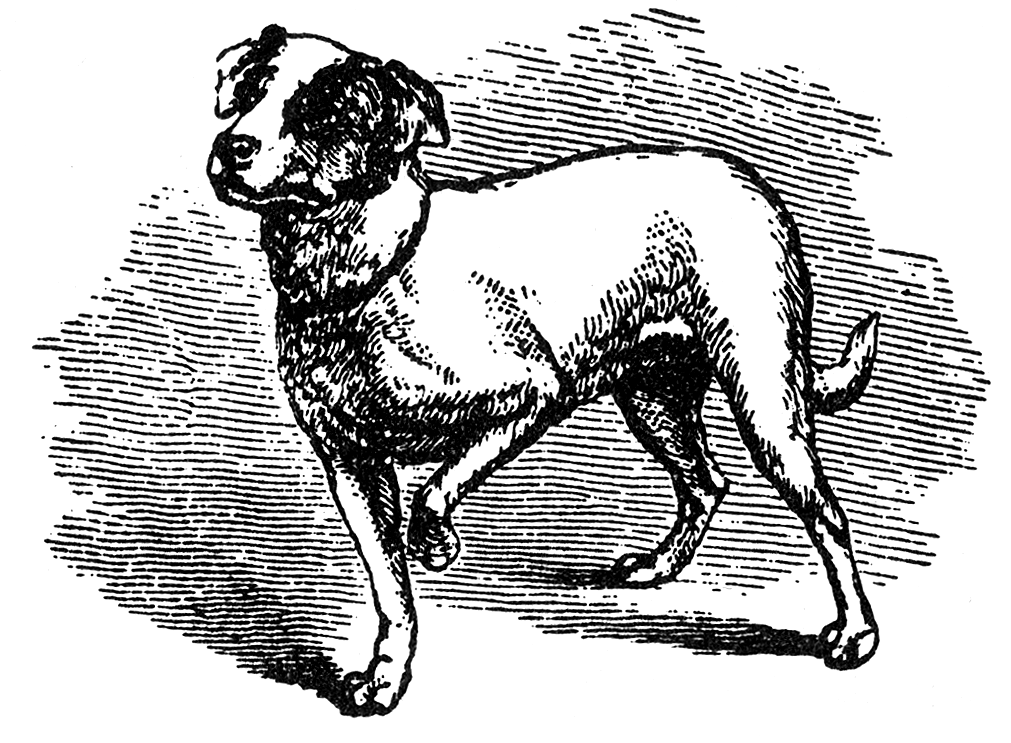
"Cão observando gato em cima da mesa"
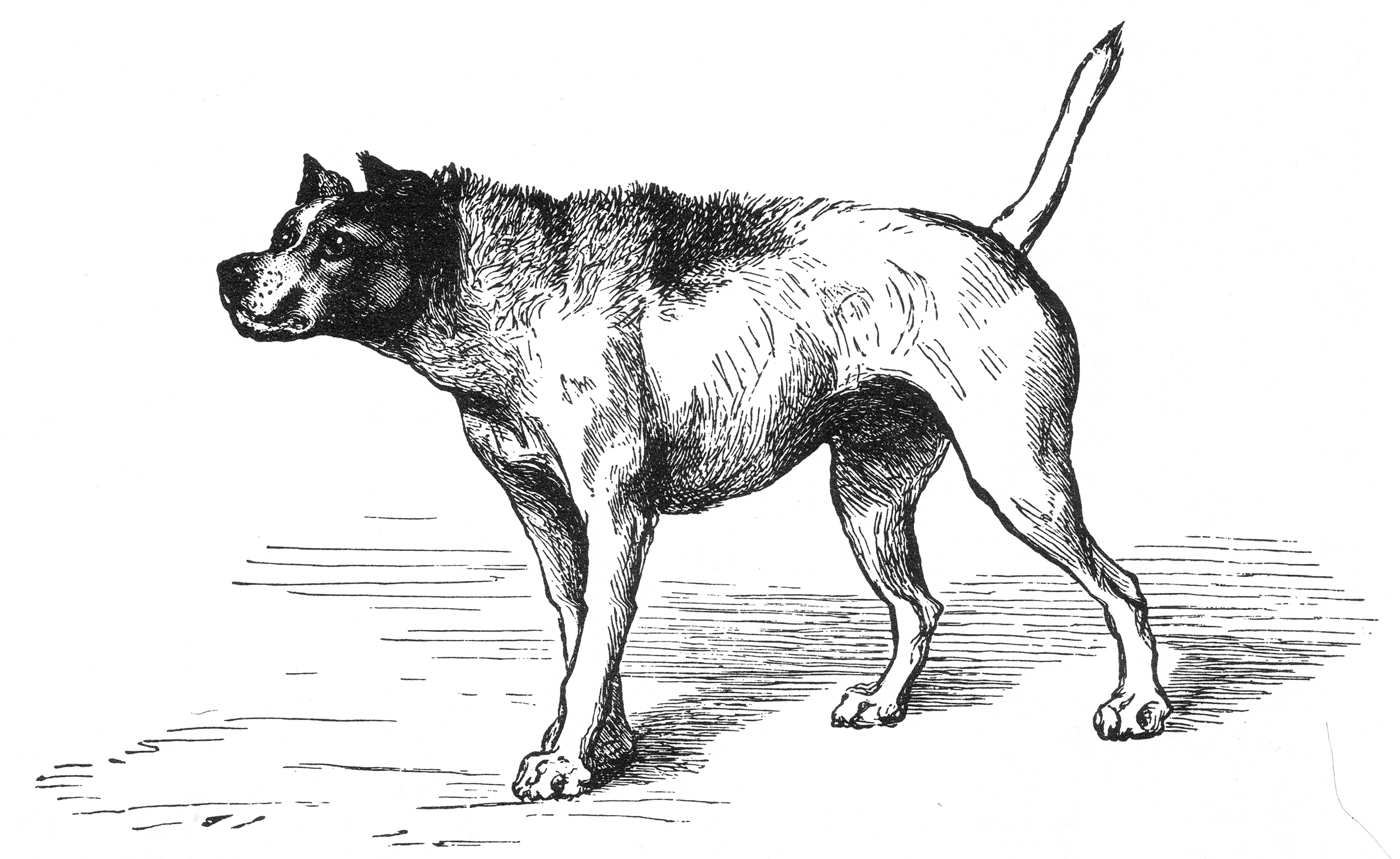
"Cão que se aproxima de outro cachorro com intenção hostil"
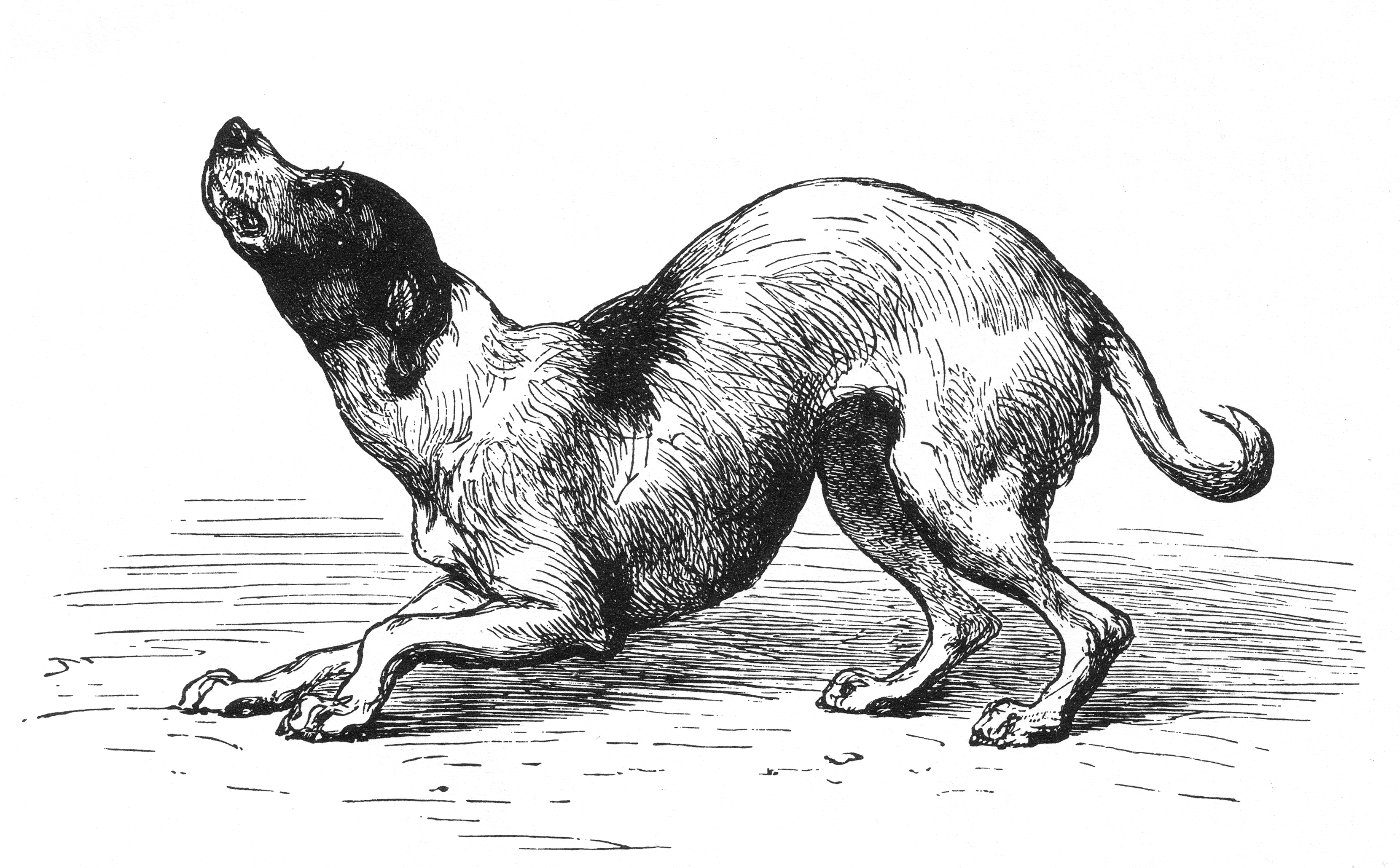
"Cão com um espírito humilde e afetuoso"
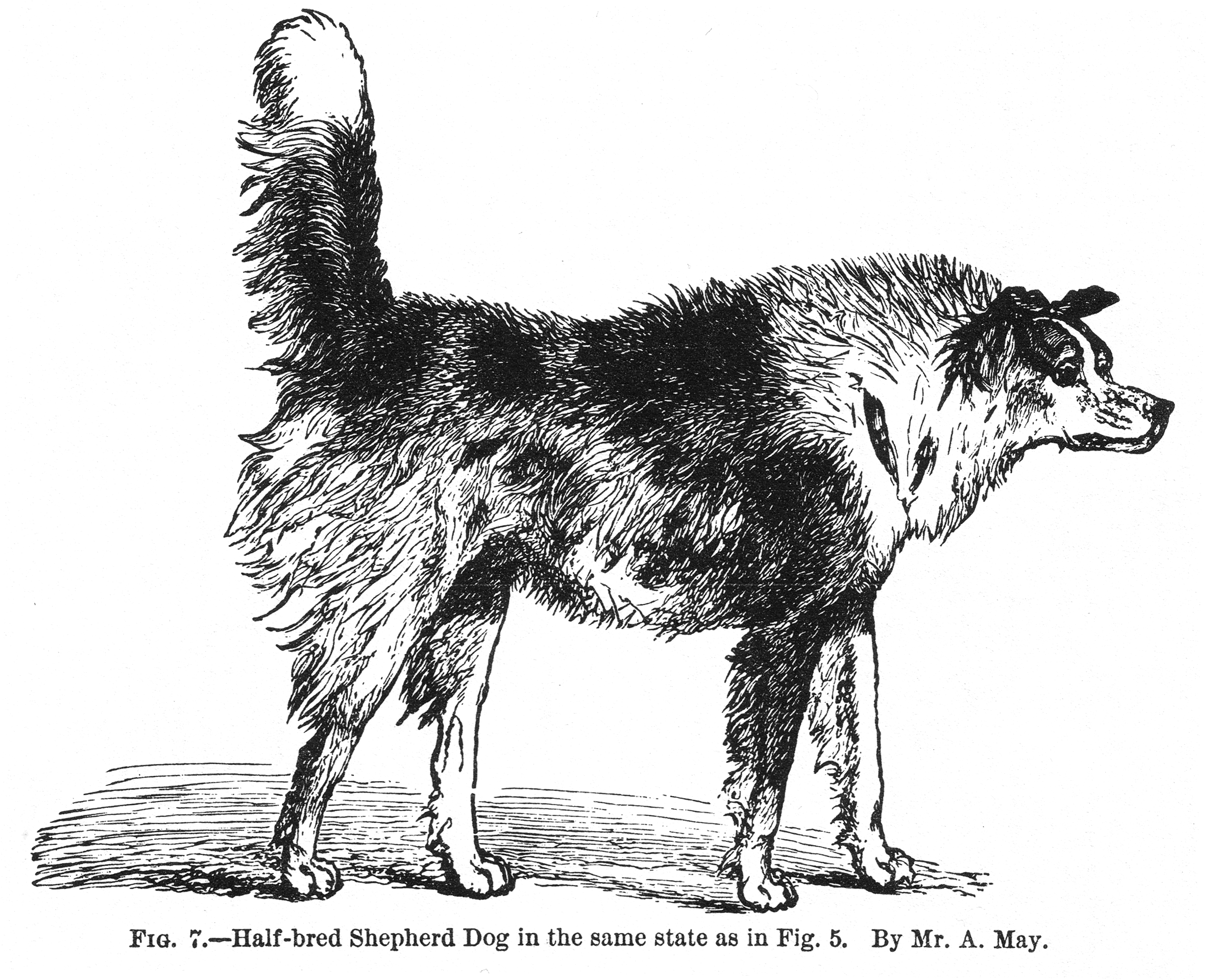
"Cão pastoreando"
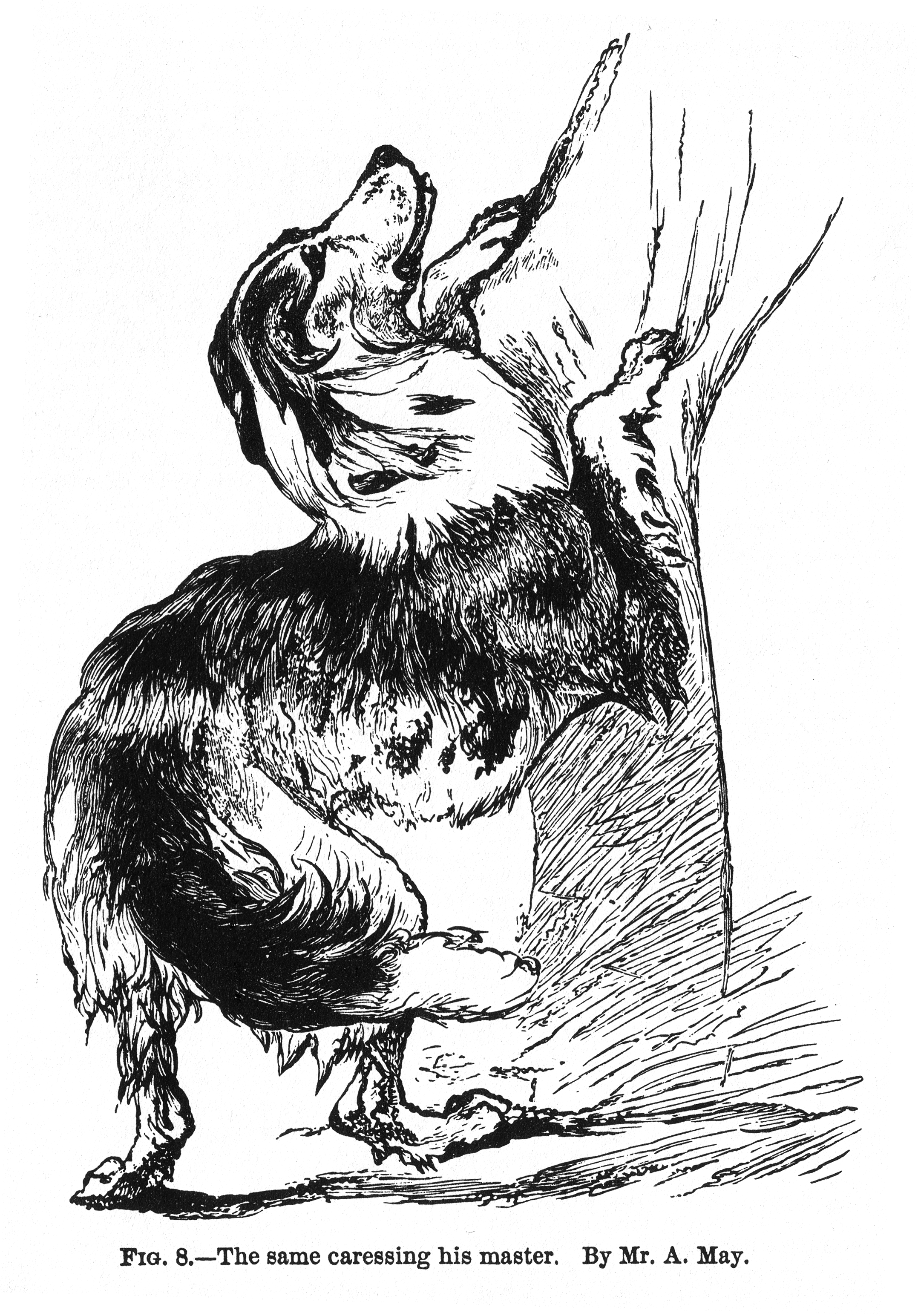
"Cão acariciando seu dono "

## Comunicação Interespecífica
Grande parte da comunicação animal é intraespecífica, ou seja, ocorre entre membros da mesma espécie. Quanto à comunicação interespecífica, isso entre predador e presa é de particular interesse.[carece de fontes?]

### Presa ao predador
Se uma presa se move, faz barulho ou vibrações, ou emite um cheiro de tal forma que um predador pode detectá-lo, isso é denominada  "comunicação" dada acima. Este tipo de comunicação é conhecida como escuta interceptora se um predador interceptar uma mensagem destinada a um coespecífico.

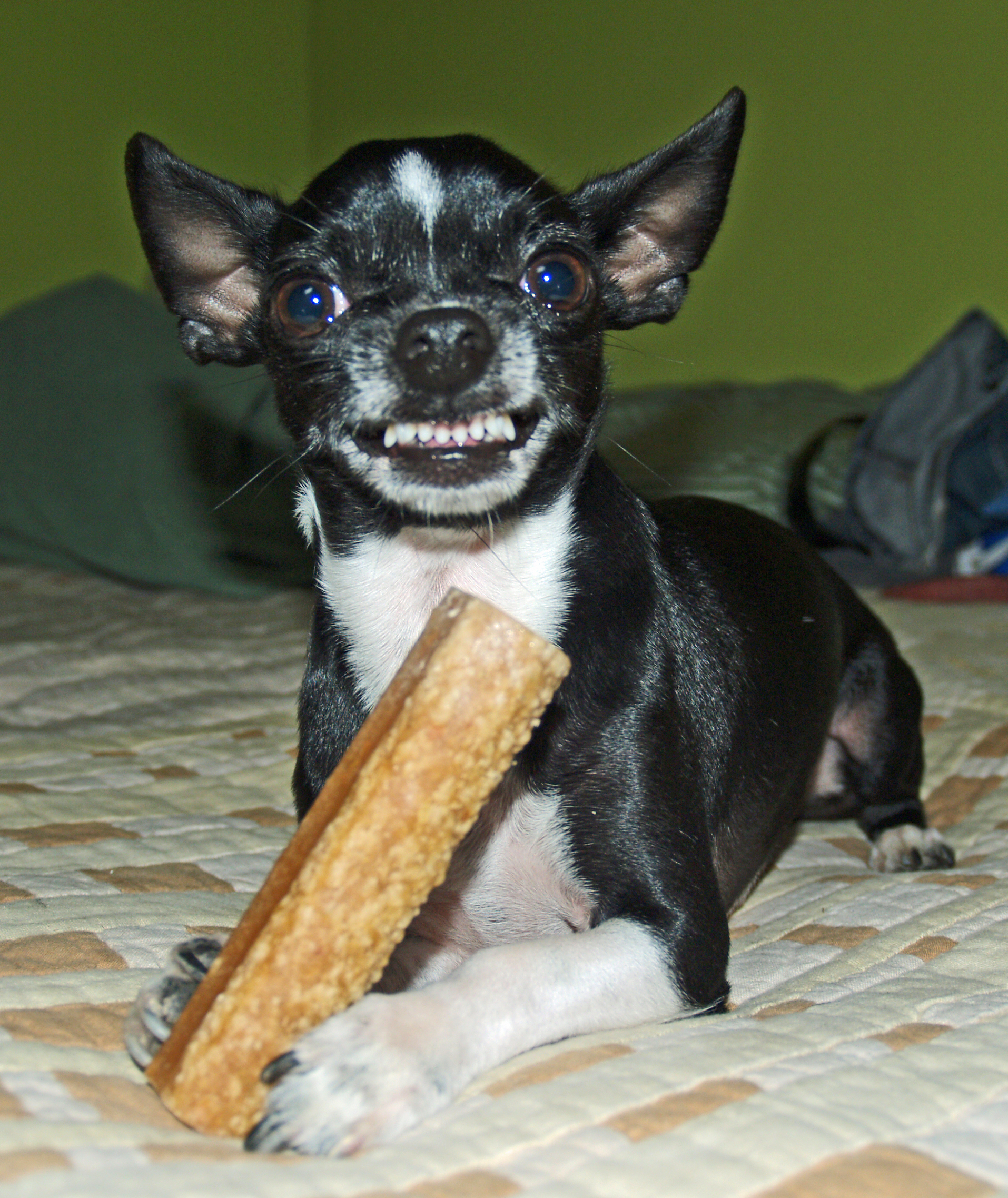
Este Chihuahua está descobrindo os dentes para significar que um ataque é iminente se o fotógrafo se aproximar para pegar o petisco

No entanto, algumas ações de espécies de presas são claramente direcionadas para predadores reais ou potenciais. Um bom exemplo é a coloração de advertência: espécies como vespas que são capazes de prejudicar potenciais predadores são muitas vezes de cores vivas e isso modifica o comportamento do predador, que instintivamente ou como resultado da experiência evitará atacar esse animal. Algumas formas de Mimetismo caem na mesma categoria: por exemplo, as moscas-de-flores são coloridas da mesma forma que as vespas, e embora não sejam capazes de picada, a forte evitação das vespas pelos predadores dá a proteção das moscas-de-flores. Existem também mudanças comportamentais que atuam de forma semelhante à coloração de advertência. Por exemplo, caninos como lobos e coiotes podem adotar uma postura agressiva, como grunhir com os dentes descobertos, para indicar que irão lutar, se necessário, e cascavéis usam seu chocalho bem conhecido para alertar potenciais predadores de sua mordida venenosa. Às vezes, uma mudança comportamental e uma coloração de advertência serão combinadas, como em certas espécies de Anfíbios que têm a maior parte de seu corpo colorido para se misturar com os arredores, exceto por uma barriga de cores vivas. Quando confrontados com uma ameaça potencial, eles mostram sua barriga, indicando que eles são venenosos de alguma forma.[carece de fontes?]
Outro exemplo de presa para a comunicação predatória é o sinal de perseguição-dissuasão. Os sinais de dissuasão de perseguição ocorrem quando a presa indica a um predador que a perseguição seria improdutiva porque o agente está preparado para escapar. Os sinais de dissuasão de perseguição proporcionam um benefício tanto para o remetente quanto para o receptor. Eles impedem o remetente de desperdiçar tempo e energia, e impedem o receptor de investir em uma busca dispendiosa que provavelmente não resultará na captura. Esses sinais podem anunciar a capacidade de fugir da presa, e refletir a condição fenotípica (publicidade de qualidade), ou pode anunciar que a presa detectou o predador (propaganda de percepção). Os sinais de dissuasão de perseguição foram relatados para uma grande variedade de táxons, incluindo peixes (Godin e Davis, 1995), lagartos (Cooper et al., 2004), ungulados (Caro, 1995), coelhos (Holley, 1993), primatas (Zuberbuhler Et al. 1997), roedores (Shelley e Blumstein 2005, Clark, 2005) e aves (Alvarez, 1993, Murphy, 2006, 2007). Um exemplo familiar de propaganda de publicidade de qualidade é o stotting (às vezes chamado de pronking), uma combinação pronunciada de corrida de pernas rígidas enquanto simultaneamente salta mostrada por alguns antílopes, como a Gazela-de-thomson, na presença de um predador. Pelo menos 11 hipóteses para o stotting foram propostas. Uma das principais teorias de hoje é que alerta os predadores de que o elemento de surpresa foi perdido. Os predadores como o guepardo, dependem de ataques surpresa, comprovados pelo fato de que as perseguições raramente são bem-sucedidas quando o antílope está certo. Os predadores não desperdiçam energia em uma perseguição que provavelmente não terá êxito (comportamento ótimo de forrageamento). A publicidade de qualidade pode ser comunicada por modos diferentes do visual. O Rato-canguru produz vários padrões complexos de percussão em vários contextos diferentes, um dos quais é quando se encontra com uma cobra. O percussão pode alertar a prole nas proximidades, mas provavelmente transmite vibrações através do solo que o rato está muito alerta para um ataque bem sucedido, evitando assim a busca predatória da cobra.

### Predador à presa

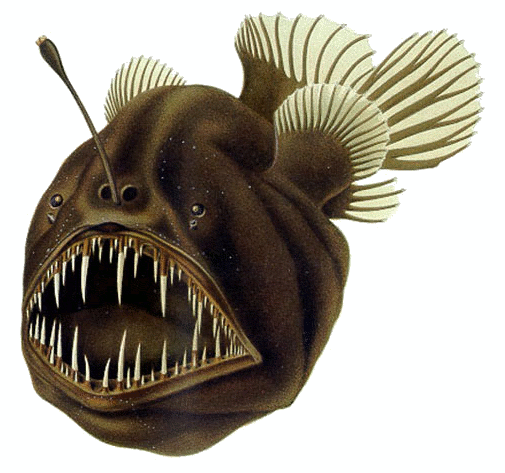
Os ângulos do peixe-pescador para peixes pequenos, colocando uma atração bioluminescente na frente de suas mandíbulas

Normalmente, os predadores tentam reduzir a comunicação para presas, pois geralmente isso reduzirá a eficácia de sua caça. No entanto, algumas formas de comunicação de predadores para presas ocorrem de maneiras que alteram o comportamento da presa e tornam sua captura mais fácil. Um exemplo bem conhecido é o Peixe-pescador-das-profundezas, um predador de emboscada que espera que sua presa venha a ele. Possui um crescimento bioluminescente carnudo que se projeta da sua testa, que pende na frente de suas mandíbulas. Pequenos peixes tentam tomar a atração, colocando-se em uma posição melhor para o peixe pescador para pegá-los. Outro exemplo de comunicação enganosa é observado no gênero das aranhas de salto (Myrmarachne). Estas aranhas são comumente referidas como "aranhas mímicas" por causa da maneira como elas agitam suas pernas dianteiras no ar para simular antenas.[carece de fontes?]

### Humano/Animal
Várias maneiras pelas quais os seres humanos interpretam o comportamento dos animais, ou dão comandos para eles, são consistentes com a definição de comunicação entre índices. A interpretação habilmente das comunicações animais pode ser fundamental para o bem-estar dos animais que são atendidos ou treinados por humanos. Por exemplo, os comportamentos que indicam dor precisam ser reconhecidos. Na verdade, a sobrevivência do animal e do seu cuidador humano pode estar em jogo se, por exemplo, um humano não reconhecer um sinal de ataque iminente.
Desde o final da década de 1990, um cientista, Sean Senechal, vem desenvolvendo, estudando e usando a linguagem visível e expressiva aprendida em cães e cavalos. Ao ensinar a esses animais uma linguagem gestual  (humana), os animais foram encontrados para usar os novos sinais por conta própria para obter o que eles precisam. [30] Os recentes experimentos em linguagem animal são talvez a tentativa mais sofisticada ainda para estabelecer a comunicação humano / animal, embora sua relação com a comunicação animal natural seja incerto.

## Outros aspectos

### Evolução
A importância da comunicação é evidente a partir da morfologia, comportamento e fisiologia altamente elaborados que alguns animais evoluíram para facilitar isso. Estas incluem algumas das estruturas mais marcantes do reino animal, como a cauda do pavão e os chifres de um veado , mas também incluem a modesta mancha vermelha na gaivota europeia. Comportamentos altamente elaborados evoluíram para a comunicação, como a dança de guindastes, as mudanças de padrão de choco e a coleta e organização de materiais pelas aves da família Ptilonorhynchidae. Outra evidência para a importância da comunicação em animais é a priorização de características fisiológicas para esta função, por exemplo, o par de pássaros parece ter estruturas cerebrais inteiramente dedicadas à sua produção. Todas essas adaptações requerem explicações evolutivas.[carece de fontes?]
Existem dois aspectos para a explicação necessária:
- Identificando uma rota pela qual um animal que não possuía a característica ou o comportamento relevante poderia adquiri-lo;
- Identificando a pressão seletiva que o torna adaptável para que os animais desenvolvam estruturas que facilitam a comunicação, emitam comunicações e respondam a elas;

As contribuições significativas para o primeiro desses problemas foram feitas por Konrad Lorenz e outros etiólogos iniciais. Ao comparar espécies relacionadas dentro de grupos, eles mostraram que os movimentos e as partes do corpo que nas formas primitivas não tinham função comunicativa poderiam ser "capturados" num contexto em que a comunicação seria funcional para um ou ambos os parceiros e poderia evoluir para um processo mais elaborado, forma especializada. Por exemplo, Desmond Morri mostrou em um estudo de tentilhões de grama que uma resposta de limpeza do bico ocorreu em uma variedade de espécies, servindo uma função de envaidecer-se, mas que em algumas espécies isso foi elaborado em um sinal de namoro.[carece de fontes?]
O segundo problema tem sido mais controverso. Os primeiros etólogos assumiram que a comunicação ocorreu para o bem da espécie como um todo, mas isso exigiria um processo de seleção de grupo que se acredita ser matematicamente impossível na evolução dos animais que reproduzem sexualmente. O altruísmo em relação a um grupo não relacionado não é amplamente aceito na comunidade científica, mas pode ser visto como altruísmo recíproco, esperando o mesmo comportamento dos outros, um benefício de viver em um grupo. Os sociobiologistas argumentaram que os comportamentos que beneficiaram um grupo inteiro de animais podem surgir como resultado de pressões de seleção que atuam unicamente sobre o indivíduo. Uma visão centrada em genes da evolução propõe que os comportamentos que permitiram que um gene se tornasse mais amplo estabelecido dentro de uma população se tornariam selecionados positivamente, mesmo que seu efeito sobre indivíduos ou a espécie como um todo fosse prejudicial.

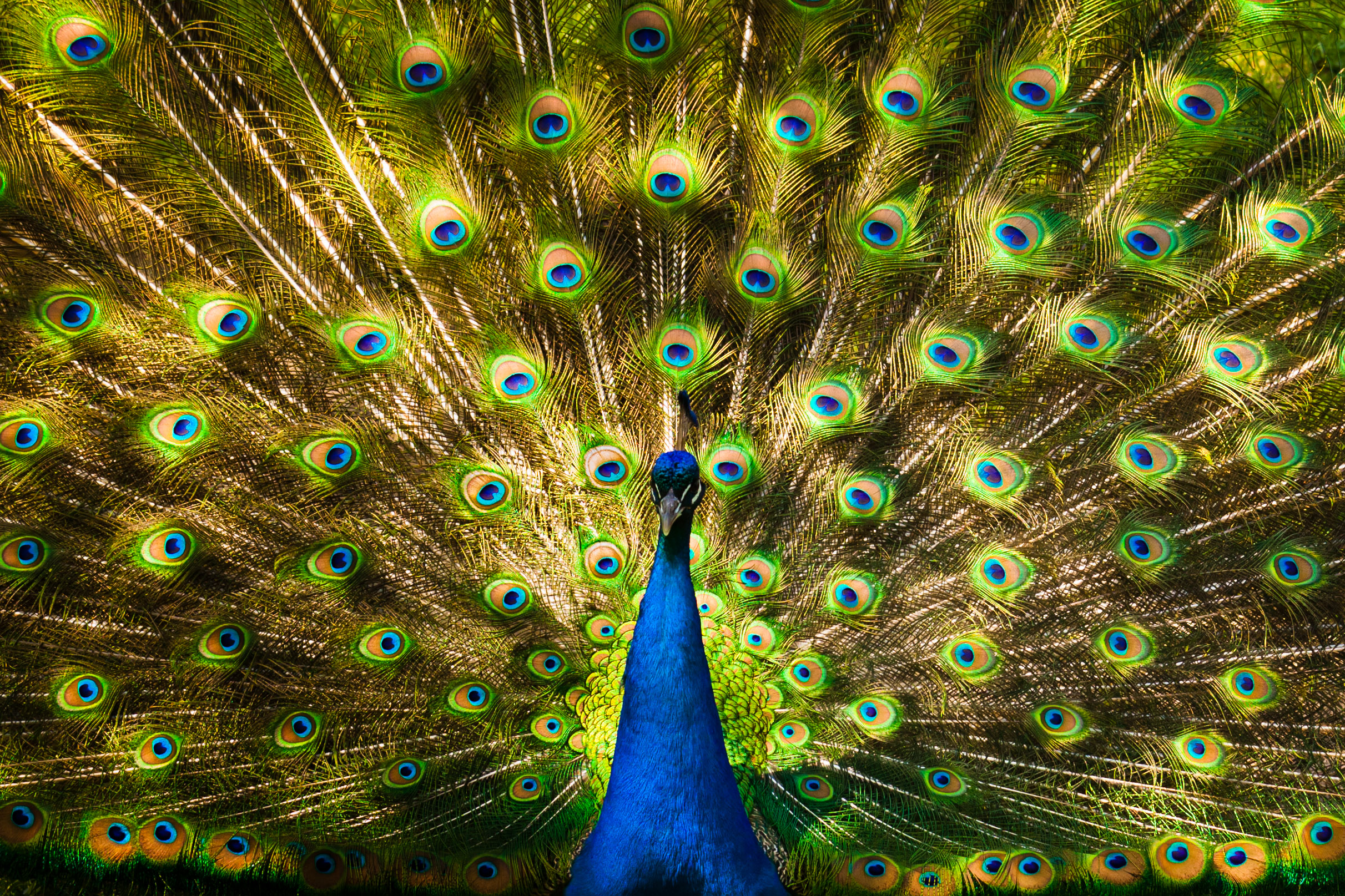
A aparentemente sinalização excessiva pela cauda do pavão macho pode ser uma seleção fugitiva

No caso da comunicação, uma importante discussão de John Krebs e Richard Dawkins estabeleceu hipóteses para a evolução de tais comunicações aparentemente altruístas ou mutualistas, como chamadas de alarme e sinais de namoro, que emergem sob seleção individual. Isso levou à percepção de que a comunicação nem sempre pode ser "honesta" (na verdade, há alguns exemplos óbvios onde não é, como em mimética). A possibilidade de uma comunicação desonesta evolutivamente estável tem sido objeto de muita controvérsia, com Amotz Zahavi em particular, argumentando que não pode existir no longo prazo. Os sociobiologistas também se preocuparam com a evolução de estruturas de sinalização aparentemente excessivas, como a cauda do pavão. É amplamente pensado que estes só podem surgir como resultado da seleção sexual, o que pode criar um processo de feedback positivo que leva ao rápido exagero de uma característica que confere uma vantagem em uma situação competitiva de seleção de parceiros.[carece de fontes?]
Uma teoria para explicar a evolução de traços como a cauda de um pavão é "seleção fugitiva". Isso requer duas características - uma característica que existe, como a cauda brilhante, e uma tendência prexista na fêmea para selecionar essa característica. As fêmeas preferem as caudas mais elaboradas e, portanto, esses machos podem se acasalar com sucesso. Explorando a psicologia da fêmea, um ciclo de feedback positivo é promulgado e a cauda se torna maior e mais brilhante. Eventualmente, a evolução se estabilizará porque os custos de sobrevivência para o homem não permitem que o traço seja elaborado mais. Existem duas teorias para explicar a seleção fugitiva. A primeira é a boa hipótese dos genes. Esta teoria afirma que uma exibição elaborada é um sinal honesto e realmente é um melhor companheiro. O segundo é a hipótese de handicap. Isso explica que a cauda do pavão é uma desvantagem, exigindo energia para manter e torná-la mais visível para os predadores. Assim, o sinal é caro para manter e continua a ser um indicador honesto da condição do signatário. Outro pressuposto é que o sinal é mais dispendioso para que os machos de baixa qualidade produzam do que os machos de maior qualidade para produzir. Isto é simplesmente porque os machos de maior qualidade possuem mais reservas de energia disponíveis para alocar a sinalização dispendiosa.

### Aspectos cognitivos
Os etólogos e os sociobiologistas analisaram de forma característica a comunicação animal em termos de respostas mais ou menos automáticas aos estímulos, sem levantar a questão de saber se os animais em questão entendem o significado dos sinais que eles emitem e recebem. Essa é uma questão-chave na cognição animal. Existem alguns sistemas de sinalização que parecem exigir um entendimento mais avançado. Um exemplo muito discutido é o uso de chamadas de alarme por macacos vervet.Robert Seyfarth e Dorothy Cheney mostraram que esses animais emitem diferentes chamadas de alarme na presença de diferentes predadores (leopardos, águias e cobras), e os macacos que ouvem as chamadas respondem adequadamente - mas essa habilidade se desenvolve ao longo do tempo e também leva a Conta a experiência do indivíduo que emite a chamada. A metacomunicação, discutida acima, também parece exigir um processo cognitivo mais sofisticado.[carece de fontes?]

Foi relatado que os golfinhos podem reconhecer a informação de identidade de assobios, mesmo que de outra forma despojado das características do apito. Fazendo com que os golfinhos sejam os únicos animais que não sejam humanos que demonstraram transmitir informações de identidade independentemente da voz ou da localização do emissor. O artigo conclui que:
O fato de que a forma de apito da assinatura contém informações de identidade independentes das características de voz apresenta a possibilidade de usar esses assobios como sinais referenciais, quer abordando indivíduos ou se referindo a eles, semelhante ao uso de nomes em seres humanos. Dadas as habilidades cognitivas de golfinhos, suas habilidades de aprendizagem e cópia, e sua estrutura social , essa possibilidade é intrigante e exige uma investigação mais aprofundada. - V. M. Janik, et al.

### Comunicação animal e comportamento humano
Outra questão controversa é a medida em que os comportamentos humanos se assemelham à comunicação animal, ou se toda essa comunicação desapareceu como resultado da nossa capacidade linguística. Algumas das nossas características corporais - sobrancelhas, barbas e bigodes, vozes masculinas adultas profundas, talvez seios femininos - se assemelham bastante a adaptações à produção de sinais. Etólogos como Irenäus Eibl-Eibesfeldt argumentaram que gestos faciais, como sorrir, fazer caretas, e as sobrancelhas em saudação são sinais comunicativos humanos universais que podem estar relacionados a sinais correspondentes em outros primatas. Dado que a linguagem falada recentemente surgiu, é muito provável que a linguagem corporal humana inclua algumas respostas mais ou menos involuntárias que tenham uma origem similar à da comunicação que temos.[carece de fontes?]
Os seres humanos também procuram frequentemente imitar os sinais comunicativos dos animais para interagir com eles. Por exemplo, os gatos têm uma resposta afiliada suave ao fechar lentamente os olhos. Os seres humanos muitas vezes imitam esse sinal para um gato de estimação para estabelecer um relacionamento tolerante. Acariciando e esfregar animais de estimação são todas ações que provavelmente funcionam através de seus padrões naturais de comunicação interespecífica.[carece de fontes?]
Os cães mostraram capacidade de compreender a comunicação humana. Em tarefas de escolha de objetos, os cães utilizam gestos comunicativos humanos, como apontar e dirigir o olhar, a fim de localizar alimentos e brinquedos escondidos. Também foi demonstrado que os cães exibem um viés de olhar esquerdo ao olhar os rostos humanos, indicando que são capazes de ler as emoções humanas. É interessante notar que os cães não fazem uso da direção do olhar ou exibem o viés esquerdo do olhar com outros cães.[carece de fontes?]
Uma nova abordagem no século 21 no campo da comunicação animal usa análise comportamental aplicada (ABA), especificamente treinamento de comunicação funcional (FCT). Esta FCT já foi usada em escolas e clínicas com humanos com necessidades especiais, como crianças com autismo, para ajudá-las a desenvolver linguagem. Sean Senechal, no AnimalSign Center vem usando uma abordagem similar à FCT com animais domesticados, como cachorros (desde 2004) e cavalos (desde 2000) com resultados encorajadores e benefícios para animais e pessoas. Treinamento de comunicação funcional para animais, Senechal chama "AnimalSign Language". Isso inclui o ensino de comunicação através de gestos (como linguagem gestual simplificada), Picture Exchange Communication System, tapping e vocalização. O processo para animais inclui técnicas simplificadas e modificadas.[carece de fontes?]

### Comunicação animal e linguística
Para a linguística, o interesse dos sistemas de comunicação animal reside nas suas semelhanças e diferenças com a linguagem humana:
1. As linguas humanas são caracterizadas por ter uma articulação dupla (na caracterização do lingüista francês André Martinet). Isso significa que expressões linguísticas complexas podem ser divididas em elementos significativos (como os morfemas e as palavras), que por sua vez são compostos de elementos fonéticos mais pequenos que afetam o significado, chamados fonemas. Os sinais de animais, no entanto, não apresentam essa estrutura dupla
2. Em geral, as emissões de animais são respostas a estímulos externos e não se referem a assuntos removidos no tempo e no espaço. As questões de relevância à distância, como as fontes de alimentos distantes, tendem a ser indicadas a outros indivíduos pela linguagem corporal, por exemplo, a atividade do lobo antes de uma caçada ou a informação transmitida na linguagem da dança das abelhas. Por isso, não está claro até que ponto as expressões são respostas automáticas e até que ponto a intenção deliberada desempenha um papel.
3. Em contraste com a linguagem humana, os sistemas de comunicação animal geralmente não são capazes de expressar generalizações conceituais. (Cetáceos e alguns primatas podem ser excepções notáveis).[carece de fontes?]
4. As línguas humanas combinam elementos para produzir novas mensagens (uma propriedade conhecida como criatividade). Um fator nisso é que muito crescimento da linguagem humana baseia-se em idéias conceituais e estruturas hipotéticas, sendo ambas as capacidades maiores do que os animais. Isso parece muito menos comum em sistemas de comunicação animal, embora pesquisas atuais sobre cultura animal ainda sejam um processo contínuo com muitas novas descobertas.[carece de fontes?]

Uma área recente e interessante de desenvolvimento é a descoberta de que o uso da sintaxe na linguagem e a capacidade de produzir "frases", também não se limita aos seres humanos. A primeira boa evidência de sintaxe em não-humanos, relatada em 2006, é o maior macaco com nariz (Cercopithecus nictitans) da Nigéria. Esta é a primeira evidência de que alguns animais podem tomar unidades de comunicação discretas e construí-las em uma seqüência que então traz um significado diferente das "palavras" individuais:
Os maiores macacos com nariz pontilhado têm dois sons de alarme principais. Um som conhecido como o "pyow" avisa contra um leopardo à espreita, e um som de tosse que os cientistas chamam de "hack" é usado quando uma águia está voando nas proximidades.[carece de fontes?]
"Observacionalmente e experimentalmente, demonstramos que esta seqüência [de até três" aberturas "seguido de até quatro" hacks "] serve para desencadear o movimento de grupo. A seqüência desse som significa algo como " vamos! " [Um comando dizendo aos outros para se mover]. As implicações são que os primatas, pelo menos, podem ignorar a relação usual entre uma chamada de alarme individual e o significado que pode transmitir sob certas circunstâncias. A nosso conhecimento, esta é a primeira boa evidência de um sistema de comunicação natural semelhante a uma sintaxe em uma espécie não humana ".[carece de fontes?]
Resultados semelhantes também foram relatados recentemente no macaco Mona de Campbell.